# Jim Gyllenhammar
Jim Gyllenhammar (* 26. Dezember 1978) ist ein ehemaliger schwedischer Gewichtheber.

## Karriere
Gyllenhammar erreichte 2002 bei den Europameisterschaften Platz 12 und bei den Weltmeisterschaften Platz 14 in der Klasse über 105 kg. Bei den Europameisterschaften 2004 wurde er Neunter. 2006 erreichte er bei den Europameisterschaften Platz sechs. Bei den Weltmeisterschaften im selben Jahr wurde er bei der Dopingkontrolle positiv auf Nandrolon getestet und für zwei Jahre gesperrt. Nach seiner Sperre stellte Gyllenhammar, der vom zweifachen Olympiasieger Aljaksandr Kurlowitsch trainiert wurde, 2009 mit 177 kg im Reißen, 226 kg im Stoßen und 403 kg im Zweikampf drei schwedische Rekorde auf. Bei den Europameisterschaften 2011 wurde er Siebter.